# ليزلي جايلز
ليزلي جايلز (2 يناير 1906 بكرايستشرش في نيوزيلندا - 1 يونيو 1981) (بالإنجليزية: Leslie Giles)‏ هو لاعب كريكت نيوزلندي.

## وصلات خارجية
- ليزلي جايلز على موقع إي آس بي آن كريك إنفو (الإنجليزية)